# Vang Jan (atletinja)
Vang Jan (kitajsko: 王妍; pinjin: Wáng Yán), kitajska atletinja, * 3. maj 1971, Liaoning, Ljudska republika Kitajska.
Nastopila je na poletnih olimpijskih igrah leta 1996, kjer je osvojila bronasto medaljo v hitri hoji na 10 km. Na svetovnih prvenstvih je osvojila srebrno medaljo v hitri hoji na 20 km leta 1999. 19. novembra 2001 je postavila svetovni rekord v hitri hoji na 20 km s časom 1:26:22, ki je veljal štiri leta.